# ديفيد غينز
ديفيد غينز (بالإنجليزية: David Gaines) هو سائق سباق أمريكي، ولد في 20 يناير 1963، وتوفي في 16 مايو 1990.